# Oceanworld
Oceanworld is het enige muziekalbum van de Britse muziekgroep Autumn. Het album dat slechts 36 minuten duurt bevat alle opnamen van de band, die gemaakt zijn in totaal 3 dagen geluidsstudio. De muziek is een kruising tussen Genesis (destijds), Camel en een hang naar Gentle Giant in track 4. Het album werd op een ongelukkig tijdstip opgenomen, de populariteit van de progressieve rock zat in een neerwaartse beweging en Autumn moest het hebben van instrumentale muziek. Een ander nadeel was dat er geen mellotron op het album te horen was, zodat ook de liefhebbers van de progressieve rock de band onvoldoende aandacht gaven.  Autumn kon de muziek dan ook niet slijten en de muziek bleef op de plank liggen, totdat er belangstelling kwam in latere tijd (1999) naar de vroege muziek van Nick Magnus. 
De opnamen werden gemaakt op 21 september 1977 en 28 en 29 mei 1978. In dat laatste jaar viel de band uit elkaar.  

## Musici
- Mark Easton - gitaar
- Steve Hoff – basgitaar
- Nick Magnus – toetsinstrumenten
- Robbie Dobson – slagwerk.

## Muziek
| Nr. | Titel                       | Duur |
| --- | --------------------------- | ---- |
| 1.  | Oceanworld                  |      |
| 2.  | Some like it crunchy        |      |
| 3.  | Little finger exercise      |      |
| 4.  | The celebrated court jester |      |
| 5.  | Oceanworld (reprise)        |      |